# 賴弘毅
賴弘毅（1960年5月12日—2017年6月2日），臺灣臺中市人，長年在大雅區惠明盲校服務。

## 生平
賴弘毅為父親在五十六歲生下，上有五名姊姊，在家排行第八，母親早逝，大學念工業管理。

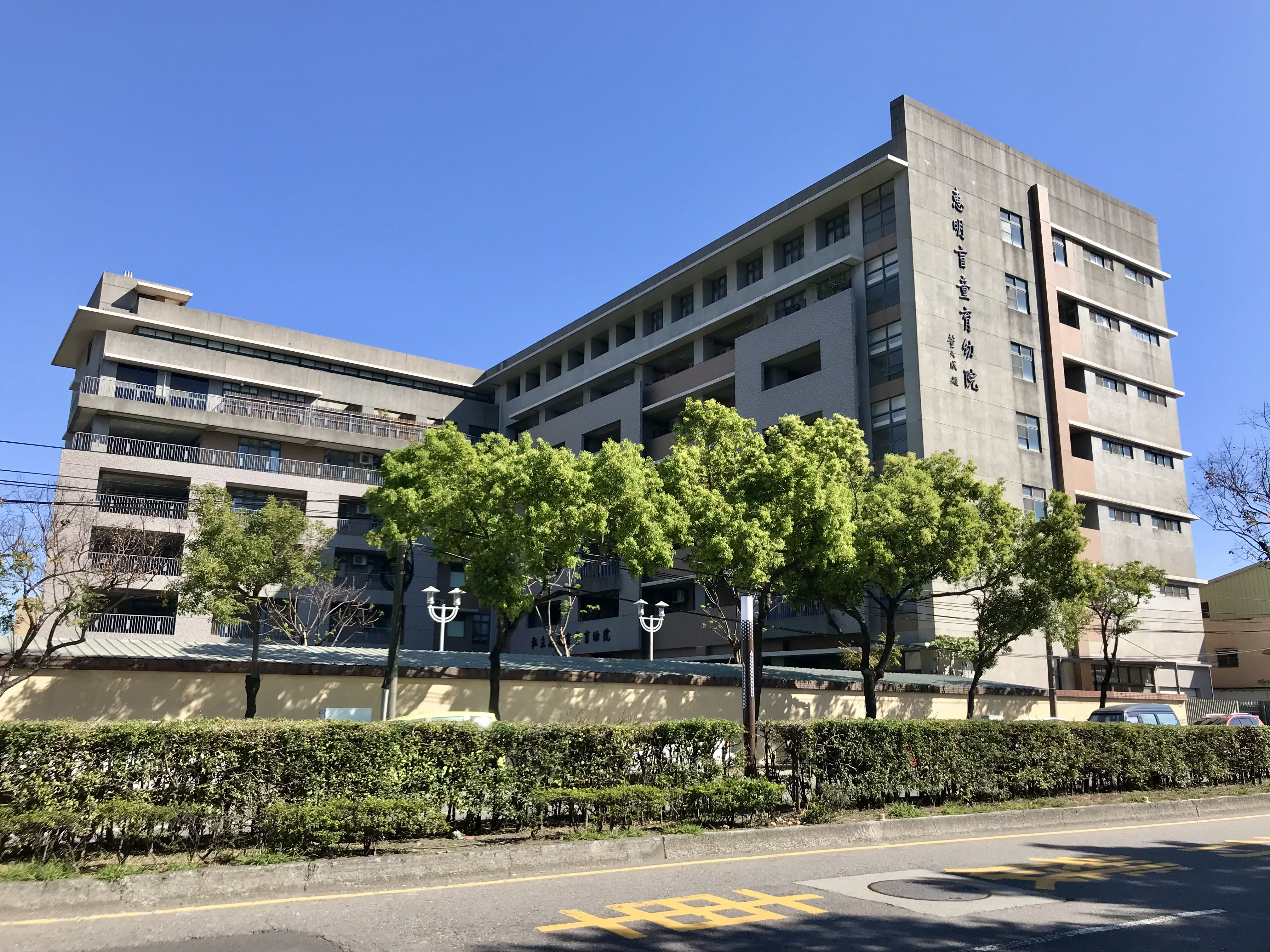
惠明盲童育幼院

賴弘毅大學畢業後，先在臺北希爾頓飯店擔任櫃檯人員，再去作空服員，後照料年邁父親回臺中家鄉，擔任補習班數學教師，但之後與補習班老闆發生衝突而轉行。1999年，賴弘毅在鄰居一名德國傳教士牽線下到惠明盲校工作。起初他是在惠明盲校擔任庶務員，作三個月後便想回去薪水較高的補習班工作，但受惠明盲校創辦人陳淑靜說服而留下。之後的十八年，他從基層總務室工作人員、總務主任、校長一路作到執行長。
無妻無子的賴弘毅，三餐都在學校裡和盲生一起用餐，會到各桌巡視為孩童服務。惠明盲校由於從來都不收費，曾因經費不足面臨倒閉，便由賴弘毅在最困難時接下校長。曾任台中市政府社會處長的張國輝回憶，長相英俊且斯文的賴弘毅為拯救財務不佳的惠明盲校，常帶著盲生四處演出音樂，募款足跡遍及傑人會、獅子會、扶輪社、同濟會、青商會等國際性社團。一次，賴弘毅帶院生去嘉義監獄演出時，受到受刑人感動流淚，事後收到受刑人所贈的三千六百元消費券和信件。賴弘毅自小免疫系統就不好，既使在募款行程身體不適依然堅持繼續活動。在他的管理下，惠明盲校每筆捐款都清楚記錄，而獲衛生福利部評鑑優等。
多年下來，賴弘毅身體出現狀況，2016年8月將惠明盲校、教養院、育幼院事務分開，分別交由鄧麗蓮、周鳳雪、李慧筠三人負責，自己擔任統籌募款的福利會執行長。2017年4月，賴弘毅身體出現狀況返家休養兩個月，6月1日返回上班隔日便在家猝逝，享年五十八歲。10日舉行基督教儀式追思會後，骨灰安置於南投縣埔里十字園。